# ロベルト・カヴァリ バイ フランク・ミュラー
ロベルト・カヴァリ バイ フランク・ミュラー (roberto cavalli by FRANCK MULLER) は、イタリアのファッションブランドである「ロベルト・カヴァリ」が、スイスの高級時計メーカーである「フランク・ミュラー」と共同開発した、スイス製高級腕時計のコラボブランド。フランクミューラー側が製作の監修を行っているが、ムーヴメントなどの情報は公開されていないためキャリバー名などは不明である。日本の総代理店は新宗教ワールドメイト教祖の半田晴久（深見東州）が代表を務めるミスズ。ファッションブランドと時計ブランドのパートナーシップによるブランドが設立されたのは、初のことである。

## 沿革
2012年1月に、ロベルト・カヴァリ・グループの会長ロベルト・カヴァリと、フランク・ミュラー・グループCEOのヴァルタン・シルマケスにより、時計の共同ブランディング契約が締結され、スイス製高級時計の開発、創作、製作、販売を共同で行うパートナーシップが結ばれる。
2013年2月より、「オクタゴ」コレクション、「ジェパルド」コレクション、「モノグラム」コレクションを発売する。
2014年7月3日-6日に開催されたパリ・オートクチュール・コレクション・ファッションウィークで、「デュアル マスターズ」コレクションと「シグネチャー」コレクション計46点が発表される。
2015年12月8日にホテルニューオータニで「roberto cavalli by FRANCK MULLER　新ブランド＆コレクション発表会」が開催され、イアン・ソープ、オータム・フィリップス、マイク・ティンダルらが来日し、土屋アンナ、大石参月、木下ココ、香川沙耶、田丸麻紀らによるファッションショーでコレクションが披露されて日本発売が解禁となる。日本の総代理店は、ミスズである。

## 特徴
クォーツムーブメントを採用することで価格を抑えた値段設定を行い、高額な機械式腕時計と差別化を図ることで、若い世代も視野にいれた展開を行っている。

## 製品
- 「オクタゴ」コレクション
- 「ジェパルド」コレクション
- 「モノグラム」コレクション
- 「デュアル マスターズ」コレクション
- 「シグネチャー」コレクション

限定モデル
- 「デュアル マスターズ」トゥールビヨン (7点限定)[14]

## 歴史
- 2012年1月 - ロベルト・カヴァリ・グループと、フランク・ミュラー・グループが共同パートナーシップ契約を締結[3]。
- 2013年2月 - 「オクタゴ」コレクション、「ジェパルド」コレクション、「モノグラム」コレクションを発売開始[5]。
- 2014年7月 - パリ・コレクションで、「デュアル マスターズ」コレクションと「シグネチャー」コレクションを発表[6]。
- 2015年12月 - 東京で「roberto cavalli by FRANCK MULLER　新ブランド＆コレクション発表会」を開催し、日本でも発売を開始[12]。